# Evangelos P. Papanoutsos
Evangelos P. Papanoutsos (griechisch Ευάγγελος Π. Παπανούτσος, * 27. Juli 1900 in Piräus; † 2. Mai 1982 in Athen) war ein griechischer Pädagoge, Lehrer, Philosoph, Essayist und Übersetzer.

## Leben
Evangelos Panagiotou Papanoutsos (griechisch Ευάγγελος Παναγιώτου Παπανούτσος) wuchs in Sopoto (heute Aroania), einem Dorf in Achaia, auf. Nach dem Besuch des Gymnasiums in Piräus studierte er von 1915 bis 1919 an der Theologischen Fakultät der Universität Athen. Nach dem Erwerb des Diploms in Athen zog er nach Alexandria, um dort am griechischen Averoff-Gymnasium (Αβερώφειο Γυμνάσιο Αλεξάνδρειας) zu unterrichten.
Er unterbrach diese Tätigkeit, um seine Studien von 1924 bis 1927 mit einem Stipendium des griechischen Gelehrten Ch. A. Nomikos (Χ. Α. Νομικός) in Deutschland und Frankreich in Philosophie und Erziehungswissenschaft fortzusetzen. 1927 wurde er an der Philosophischen Fakultät der Universität Tübingen bei dem Idealisten Erich Adickes mit einer Dissertation zu dem Thema Das Religiöse Erleben bei Platon promoviert. Zu seinen übrigen akademischen Lehrern zählten in Deutschland Heinrich Maier, Max Dessoir, Eduard Spranger und Kurt Lewin, Nicolai Hartmann und Max Scheler, in Frankreich Henri Bergson, Léon Brunschvicg, André Lalande, Victor Basch.
Im gleichen Jahr 1927 reichte er eine zweite Dissertation (Εισαγωγή εις την Φιλοσοφίαν της Θρησκείας – „Einführung in die Religionsphilosophie“) bei der Theologischen Fakultät der Universität Athen ein, verteidigte sie jedoch nicht, weil ihm Zweifel an seinem Projekt kamen, die Lehre des Christentums philosophisch untermauern zu können.
Die erste Dissertation ließ er in Alexandria drucken. Dort hatte er auch persönlichen Kontakt zu Konstantinos Kavafis und Glafkos Alithersis, die er später als seine intellektuellen Mentoren in dieser Zeit bezeichnen sollte. In Alexandria erschienen auch seinen ersten philosophischen Werke.
1931 kehrte er nach Griechenland zurück und war dreizehn Jahre lang als Gründer oder Leiter von Lehrerseminaren und Pädagogischen Akademien tätig. So begründete er das Lehrerseminar von Mytilene und leitete es von 1931 bis 1934. Von 1934 bis 1936 leitete er die Pädagogische Akademie von Alexandroupoli. Von 1937 bis 1938 war er zunächst stellvertretender Leiter, dann Leiter der Pädagogischen Akademie von Ioannina, von 1938 bis 1939 Lehrer am Maraslis-Lehrerseminar (Μαράσλειο Διδασκαλείο) in Athen, von 1939 bis 1943 Leiter der Pädagogischen Akademie von Tripolis und von 1943 bis 1944 Kodirektor der Pädagogischen Akademie Rallio (Ράλλειο Παιδαγωγική Ακαδημία) im Piräus.
Nach der Befreiung des Landes war Papanoutsos nicht mehr in Pädagogischen Akademien tätig, sondern im zentralen Dienst des Erziehungsministeriums. Von 1944 bis 1946 war er unter der Regierung von Georgios Papandreou Generaldirektor (Γενικός Διευθυντής) des Erziehungsministeriums, vom 15. April bis 20. August 1950  unter der Regierung Nikolaos Plastiras Generalsekretär (Γενικός Γραμματέας) des Erziehungsministeriums, von 1963 bis 1964 unter der Regierung von Georgios Papandreou ein zweites Mal Generalsekretär des Erziehungsministeriums.
Daneben lehrte er von 1947 bis 1967  Philosophie, Psychologie und Pädagogik in der von ihm selbst gegründeten Bildungseinrichtung Athenaion (Αθήναιον), einer Volksuniversität, die kostenlose Abendkurse sowohl in den Geistes- als auch in den Naturwissenschaften auf Universitätsniveau anbot. Bekannte Lehrer und Intellektuelle unterrichteten in dieser Institution. Dort begründete er die Zeitschrift Παιδεία και Ζωή (Bildung und Leben), von der unter seiner Leitung von 1946 bis 1961 fünfzehn Bände erschienen.
Von 1946 bis 1967 schrieb er außerdem für die Zeitung Το Βήμα (To Vima) eine wöchentliche Kolumne. Eine Auswahl daraus veröffentlichte er in Εφήμερα (1950) und Επίκαιρα και ανεπίκαιρα (1962).
Darüber hinaus fungierte er von 1953 bis 1958 als Herausgeber einer Reihe von 100 Bänden altgriechischer Schriftsteller und von 1950 bis 1960 einer Basisbibliothek der byzantinischen und neugriechischen Literatur (Βασική Βιβλιοθήκη), die beide im Verlag I. Sacharopoulou erschienen.
1958 gründete er als stellvertretender Vorsitzender des Technologischen Instituts von Athen (Αθηναϊκό Τεχνολογικό Ινστιτούτο) die Technischen Schulen des Konstantinos Doxiades und leitete diese bis 1975.
1966 bereiste er als visiting professor die USA und hielt seine Eindrücke in seinem Buch Amerika (1966) fest. Er besuchte unter anderem auch die University of Minnesota, an der damals schon Theofanis George Stavrou lehrte. Der dortigen University of Minnesota Library vermachte er ein Exemplar seiner unveröffentlichten Memoiren.
Während der Militärdiktatur von April 1967 bis Juli 1974 musste er gezwungenermaßen viele seiner Tätigkeiten aufgeben, beteiligte sich jedoch danach energisch am politischen Leben und ließ sich als Mitglied der Enosis Kendrou (Zentrumsunion, Ένωσις Κέντρου) für die Zeit von 1974 bis 1977 zum Staatsrat (βουλευτής Επικρατείας) wählen, vor allem um den Reformprozess im Bildungswesen zu überwachen.

## Werk
Papanoutsos ist in Griechenland vor allem für sein pädagogisches Werk und Wirken und sein bildungspolitisches Engagement bekannt. Die Reformen des griechischen Bildungswesens von 1964 und 1976 verdankten ihm wesentliche Anstöße. Vorbild war ihm auf diesem Gebiet Alexandros Delmousos (Αλέξανδρος Δελμούζος), der die Verwendung der Dimotiki in der Schule initiierte. Mit der Reform von 1976 wurde die Dimotiki schließlich Unterrichtssprache auf allen Ebenen des Bildungswesens.
Auf philosophischem Gebiet arbeitete Papanoutsos vor allem zur Ethik, Ästhetik, Psychologie und Religionsphilosophie. Hier wandte er sich von dem scholastischen Denken, das zu jener Zeit in Griechenland vorherrschte, ab und dem Pragmatismus zu. Seinen philosophischen Weg begann Papanoutsos mit einer 76-seitigen Rezension eines griechischen Buches über Verantwortung und den freien Willen, in dem ein Arzt einen monistischen Materialismus vertrat. Papanoutsos war dagegen der Ansicht, dass die spirituelle Welt des Menschen, das Schöne, Wahre, Gute, seine eigene Struktur besitze. In seiner Trilogie des Geistes arbeitete er diese Grundthese für die Bereiche der Kunst, der Ethik und der Wissenschaft aus. Weiter spezifiziert hat er sie in den drei Bänden Über die Kunst, Über die Ethik und Über die Wissenschaft. Die endgültige Fassung seines Denkens legte er schließlich in den drei Bänden der Welt des Geistes vor.
Papanoutsos betätigte sich zudem als Übersetzer. Er übertrug, zusammen mit Vasilis Tatakis, Platons Phaidon und Protagoras (1939) sowie verschiedene Aufsätze Immanuel Kants und David Humes ins Neugriechische.
Über Kavafis und Alithersis hinaus kannte Papanoutsos weitere bedeutende griechische Schriftsteller seiner Zeit wie Nikos Kazantzakis, Kostis Palamas, Pandelis Prevelakis und Angelos Sikelianos persönlich und beteiligte sich an der literarischen Diskussion, von seiner eigenen Zeitschrift abgesehen, auch in anderen wie der Νέα Εστία (Nea Estia) und dem Συνεταιριστής (Syneteristis). Mehrfach nachgedruckt wurden seine Studien zu Palamas, Kavafis und Sikelianos, die zuvor in verschiedenen Zeitschriften erschienen waren. Zusammen mit Ioannis Michail Panagiotopoulos (Ιωάννης Μιχαήλ Παναγιωτόπουλος, 1901–1982) und Dionysios Zakythinos veröffentlichte er ein Buch zur neugriechischen Literaturkritik des 19. und 20. Jahrhunderts.
Theofanis G. Stavrou gab seine Zielsetzung einmal folgendermaßen wieder: Papanoutsos wolle den Griechen zeigen, dass „der Christ das Alte Testament in der einen Hand und Platon und Aristoteles in der anderen halten könne, ohne fürchten zu müssen, dass sein Glaube verzerrt werde, und ohne seine Lehrer zu hassen.“

## Auszeichnungen
- 1965: Ehrendoktorat der University of St Andrews
- 1977: Ehrenvorsitzender der Εθνική Εταιρεία Ελλήνων Λογοτεχνών (Nationale Gesellschaft griechischer Schriftsteller)
- 1980: Ordentliches Mitglied der Akademie von Athen

## Schriften (Auswahl)
- 1921 Το πρόβλημα της ελευθέρας βουλήσεως – („Das Problem des freien Willens“)
- 1924 Πραγματισμός και Ουμανισμός. Ανάπτυξις και κριτική των θεωριών ενός μεγάλου ρεύματος της συγχρόνου φιλοσοφίας – („Pragmatismus und Humanismus. Entwicklung und Kritik der Theorien einer bedeutenden Bewegung der zeitgenössischen Philosophie“)
- 1927 Das Religiöse Erleben bei Platon (Diss. Tübingen 1927)
  - Übersetzung ins Neugriechische: Το θρησκευτικό βίωμα στον Πλάτωνα (1968)
- 1927 Εισαγωγή εις την Φιλοσοφίαν της Θρησκείας – („Einführung in die Religionsphilosophie“)
- 1928 Η Τριλογία του Πνεύματος. Τέχνη, ηθική, επιστήμη – („Die Trilogie des Geistes. Kunst, Ethik, Wissenschaft“)
- 1930 Περί τέχνης – („Über Kunst“)
- 1932 Περί ηθικής – („Über Ethik“)
- 1936 Περί επιστήμης – („Über Wissenschaft“)
- 1940 Στοιχεία Ψυχολογίας – („Grundlagen der Psychologie“)
- 1948 Ο κόσμος του Πνεύματος. Α'. Αισθητική – („Die Welt des Geistes, 1: Ästhetik“)
- 1949 Ο κόσμος του Πνεύματος. Β'. Ηθική (3. Auflage 1970) – („Die Welt des Geistes, 2: Ethik“)
- 1950 Εφήμερα – („Vergängliches“)
- 1953/1956 Νεοελληνική Φιλοσοφία, 2 Bde. (Βασική Βιβλιοθήκη, Bd. 35–36)– („Neugriechische Philosophie“)
- 1953 La Catharsis des Passions d’apres Aristote
- 1954 Ο κόσμος του Πνεύματος. Γ'. Γνωσιολογία – („Die Welt des Geistes, 3: Erkenntnislehre“)
  - Übersetzung ins Englische: The Foundations of Knowledge (1968), (Auszüge online)
- 1955 Παλαμάς, Καβάφης, Σικελιανός. Τρία μελετήματα (4. Auflage 1977) – („Palamas, Kavafis, Sikelianos. Drei Studien“)
- 1956 Νεοελληνική κριτική (mit Ioannis Michail Panagiotopoulos und Dionysios Zakythinos; Neugriechische Literaturkritik; Βασική Βιβλιοθήκη, Bd. 42)
- 1958 Φιλοσοφία και Παιδεία – („Philosophie und Erziehung“)
- 1962 Επίκαιρα και ανεπίκαιρα – („Aktuelles und Unaktuelles“)
- 1962 Η ηθική συνείδηση και τα προβλήματά της – („Das ethische Bewusstsein und seine Probleme“)
- 1963 Φιλοσοφικά προβλήματα – („Philosophische Probleme“)
- 1965 Αγώνες και αγωνία για την Παιδεία – („Wettkämpfe und Kampf um die Erziehung“)
- 1966 Αμερική. Ενα κεφάλαιο της ιστορίας του ανθρώπου („Amerika. Ein Kapitel in der Geschichte des Menschen“)
- 1970 Λογική (2. Auflage 1974) – („Logik“)
- 1971 Ο λόγος και ο άνθρωπος – („Der Logos und der Mensch“)
- 1973 Πρακτική Φιλοσοφία, 2 Bde. – („Praktische Philosophie“)
- 1974 Ο νόμος και η αρετή – („Praktische Philosophie“)
- 1976 Το δίκαιον της πυγμής – („Das Faustrecht“)
- 1976 Ψυχολογία – („Psychologie“)
- 1976 Πολιτεία και δικαιοσύνη – („Staat und Gerechtigkeit“)
- 1976 Η παιδεία, το μεγάλο μας πρόβλημα – („Die Erziehung – unser großes Problem“)
- 1978 Η κρίση του πολιτισμού μας – („Die Krise unserer Kultur“)
- 1978 Α. Δελμουζος. Η ζωή του. Επιλογή από το έργο του – („A. Delmousos. Sein Leben. Auswahl aus seinem Werk“)
- 1979 Οι δρόμοι της ζωής – („Die Wege des Lebens“)

Postum herausgegeben
- N. Georgopoulos (Hrsg.): Art and emotion. The aesthetics of E. P. Papanoutsos. Peter Lang, New York, Bern, Frankfurt am Main, Paris 1989 (New studies in aesthetics, Vol. 4), ISBN 0-8204-0866-2.

Übersetzungen
- 1971: Ιμμάνουελ Καντ, Δοκίμια – („Aufsätze“)
- 1974: Ντέιβιντ Χιουμ, Δοκίμια. Φιλολογικά, ηθικά, πολιτικά – („Aufsätze zur Philologie, Ethik und Politik“)
- 1979: Ντέιβιντ Χιουμ, Δοκίμια. Πολιτικά, οικονομικά, ιστορικά, πολιτικοοικονομικά – („Aufsätze zur Politik, Wirtschaft, Geschichte und Sozialpolitik“)